# Buddleja speciosissima
Buddleja speciosissima är en flenörtsväxtart som beskrevs av Paul Hermann Wilhelm Taubert. Buddleja speciosissima ingår i släktet buddlejor, och familjen flenörtsväxter. Inga underarter finns listade i Catalogue of Life.